# Josef Fohringer (Politiker)
Josef Fohringer (* 28. Februar 1883 in Mürzzuschlag; † 30. Mai 1952 in Rohr an der Raab) war ein österreichischer Politiker der Sozialdemokratischen Arbeiterpartei Österreichs (SDAP). Er war von 1919 bis 1920 Mitglied der Konstituierenden Nationalversammlung und 1930 kurzfristig Abgeordneter zum österreichischen Nationalrat.

## Leben
Fohringer besuchte die Volksschule und war beruflich als Parteisekretär tätig. Er war Mitglied des Gemeindeausschusses von Mürzzuschlag und Abgeordneter zum Steiermärkischen Landtag. Die Sozialdemokratische Partei vertrat er zwischen dem 4. März 1919 und dem 9. November 1920 in der Konstituierenden Nationalversammlung sowie im Jahr 1930 zwischen dem 15. Juli und dem 1. Oktober kurzfristig im Nationalrat.